# M/V Northern Storm

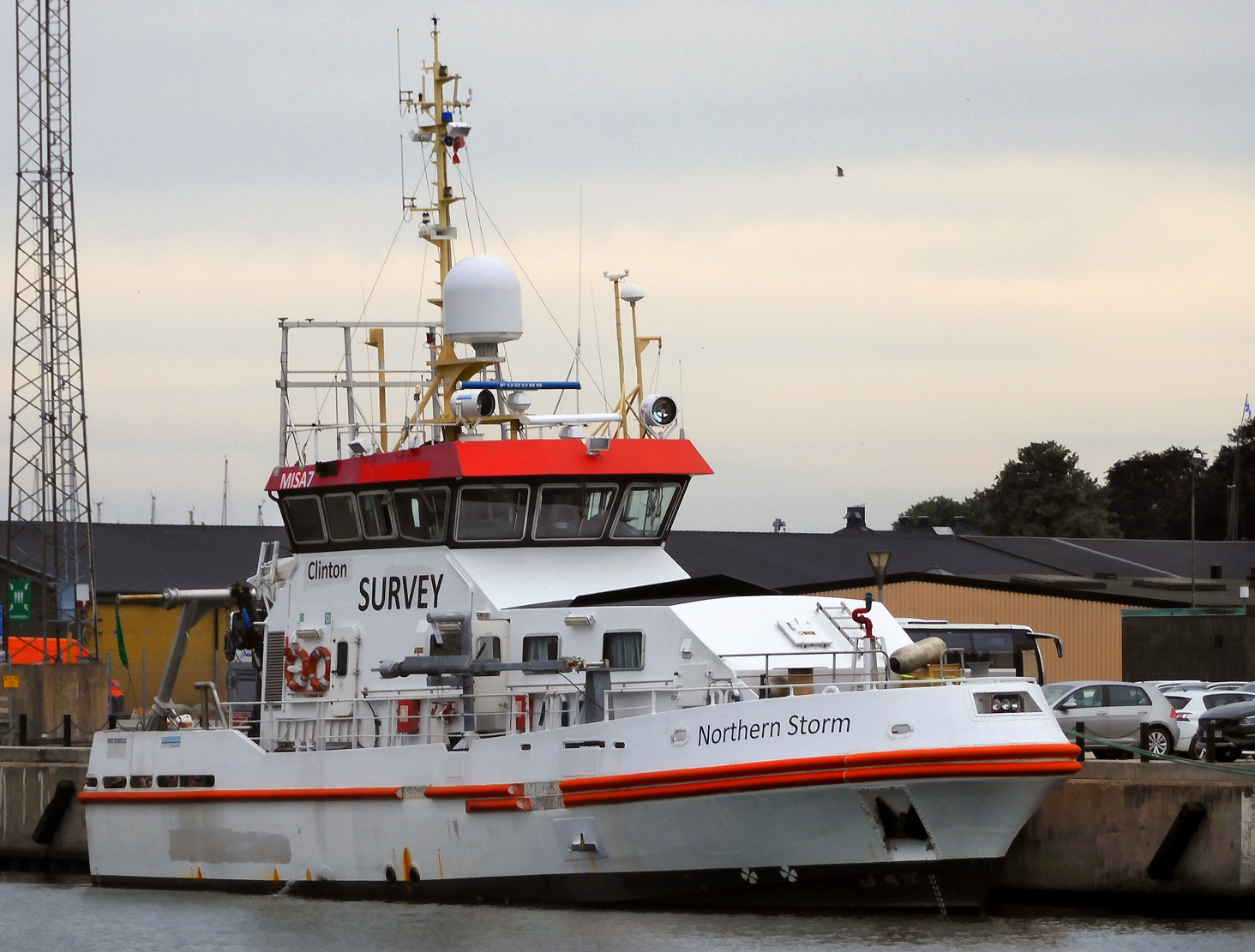
M/V Northern Storm i Ystad, 2021.

M/V Northern Storm är ett svenskt sjömätningsfartyg som seglar under engelsk flagg.[källa behövs] Hon byggdes 1997 av Kværner Mandal i Mandal i Norge för norska Redningsselskapet som RS 115 Ulabrand III. Faryget är namngivet efter Anders Jacob Johansen (1815–1881), kallad "Ulabrand", som var lots i Ula i Vestfold fylke omkring 1850–1881. 
Ulabrand tjänstgjorde 1998–2014 och var stationerad i Hammerfest. Hon såldes därefter till Ålands Sjöräddningssällskap. Hon tjänstgjorde 2015–2020 på Mariehamns sjöräddningsstation, varefter hon såldes till Clinton Mätkonsult AB och byggdes om till sjömätningsfartyg för Clinton Marine i Göteborg.